# Lista chorążych reprezentacji Barbadosu na igrzyskach olimpijskich
Lista chorążych reprezentacji Barbadosu na igrzyskach olimpijskich – lista zawodników i zawodniczek reprezentacji Barbadosu, którzy podczas ceremonii otwarcia nowożytnych igrzysk olimpijskich nieśli flagę Barbadosu.

## Chronologiczna lista chorążych
| Lp. | Rok i miejsce     | Chorąży          | Dyscyplina           |
| --- | ----------------- | ---------------- | -------------------- |
| 1   | 1968, Meksyk      | b.d.             |                      |
| 2   | 1972, Monachium   | Anthony Phillips | Podnoszenie ciężarów |
| 3   | 1976, Montreal    | Lorna Forde      | Lekkoatletyka        |
| 4   | 1984, Los Angeles | Charles Pile     | Kolarstwo            |
| 5   | 1988, Seul        | Elvis Forde      | Lekkoatletyka        |
| 6   | 1992, Barcelona   | b.d.             |                      |
| 7   | 1996, Atlanta     | Obadele Thompson | Lekkoatletyka        |
| 8   | 2000, Sydney      | Andrea Blackett  | Lekkoatletyka        |
| 9   | 2004, Ateny       | Michael Maskell  | Strzelectwo          |
| 10  | 2008, Pekin       | Bradley Ally     | pływanie             |
| 11  | 2012, Londyn      | Ryan Brathwaite  | Lekkoatletyka        |
| 12  | 2016, Rio         | Ramon Gittens    | Lekkoatletyka        |